# 下坂守
下坂 守（しもさか まもる、1948年 - ）は、日本の歴史学者。京都国立博物館名誉館員。専門は日本中世史。石川県金沢市出身。

## 略歴
大谷大学大学院修士課程修了。大津市史編纂室勤務、1980年京都国立博物館学芸員、学芸課長、2003年文化庁文化財部美術学芸課長、2006年帝塚山大学人文科学部日本文化学科教授を経て奈良大学文学部史学科教授。
立命館大学文学博士（2003年）。博士論文は「中世寺院社会の研究」 。

## 著書
- 『参詣曼荼羅』至文堂〈日本の美術〉、1993年。
- 『中世寺院社会の研究』思文閣出版〈思文閣史学叢書〉、2001年。ISBN 4784210911。
- 『公家の書』至文堂〈日本の美術 No.501〉、2008年。ISBN 9784784335015。
- 『京を支配する山法師たち 中世延暦寺の富と力』吉川弘文館、2011年。ISBN 9784642080552。
- 『中世寺院社会と民衆　衆徒と馬借・神人・河原者』思文閣出版、2014

### 共著編
- 佐藤和彦共編 編『図説京都ルネサンス』河出書房新社、1994年。ISBN 9784309724911。
- 『描かれた日本の中世 絵図分析論』法藏館、2003年。ISBN 4831874787。
- 源城政好共編『京都の地名由来辞典』東京堂出版、2005年。ISBN 9784490106831。
- 小山靖憲、吉田敏弘共編 全4巻、河出書房新社〈中世荘園絵図大成〉、1997年。ISBN 4309610315。